# محاصره لاذقیه (۱۱۸۸)
محاصره لاذقیه (انگلیسی: Siege of Laodicea) در ژوئیه ۱۱۸۸ میان نیروهای ایوبیان به رهبری صلاح‌الدین ایوبی و نیروهای شاهزاده‌نشین انطاکیه به رهبری بوهموند سوم در نزدیک بندر لاذقیه به وقوع پیوست که با پیروزی نیروهای ایوبی و صلاح‌الدین ایوبی همراه بود.